# Unpacking
Unpacking est un jeu vidéo de réflexion, développé par Witch Beam et publié par Humble Games. Il est disponible en 2021 sur Microsoft Windows, macOS, Linux, Nintendo Switch, Xbox One et Xbox Series, puis en 2022 sur PlayStation 4 et PlayStation 5.

## Système de jeu
Le jeu est divisé en niveaux nommées par les années au cours desquelles ils se déroulent : 1997, 2004, 2007, 2010, 2012, 2013, 2015 et 2018.
Le gameplay de chaque niveau consiste à déballer les cartons d'un personnage féminin dans une nouvelle habitation. Chaque année/niveau représente des événements marquants de la vie du personnage. Le joueur est chargé d'installer chaque objet déballé dans les différentes pièces, et se faisant d'apprendre l'histoire de la vie du protagoniste à travers ses objets et les endroits où elle vit,.

## Développement
Unpacking a été développé par Witch Beam, un studio de jeu indépendant basé à Brisbane, en Australie. Le jeu est imaginé par la directrice du jeu Wren Brier lorsqu'elle emménage avec son mari et fondateur du studio Tim Dawson début de 2018. Elle découvre que déballer des boîtes sans étiquette, sans savoir ce qui est stocké à l'intérieur, est une expérience assez stimulante qui pourrait être traduite en jeu vidéo.
L'équipe a passé beaucoup de temps à développer les fonctionnalités d'accessibilité d'Unpacking. Le jeu est principalement une expérience sans paroles, car l'équipe voulait s'assurer que les enfants qui pourraient avoir des barrières linguistiques ou de compréhension puissent toujours profiter du jeu. Bien que le jeu ait peu ou pas de texte, il possède un récit, qui se raconte principalement à travers les objets que les joueurs déballent d'une boîte, car l'équipe pensent que ses possessions et ses objets suffisent à informer les joueurs du contexte et de l'histoire de leurs propriétaires.

## Accueil

### Distinctions

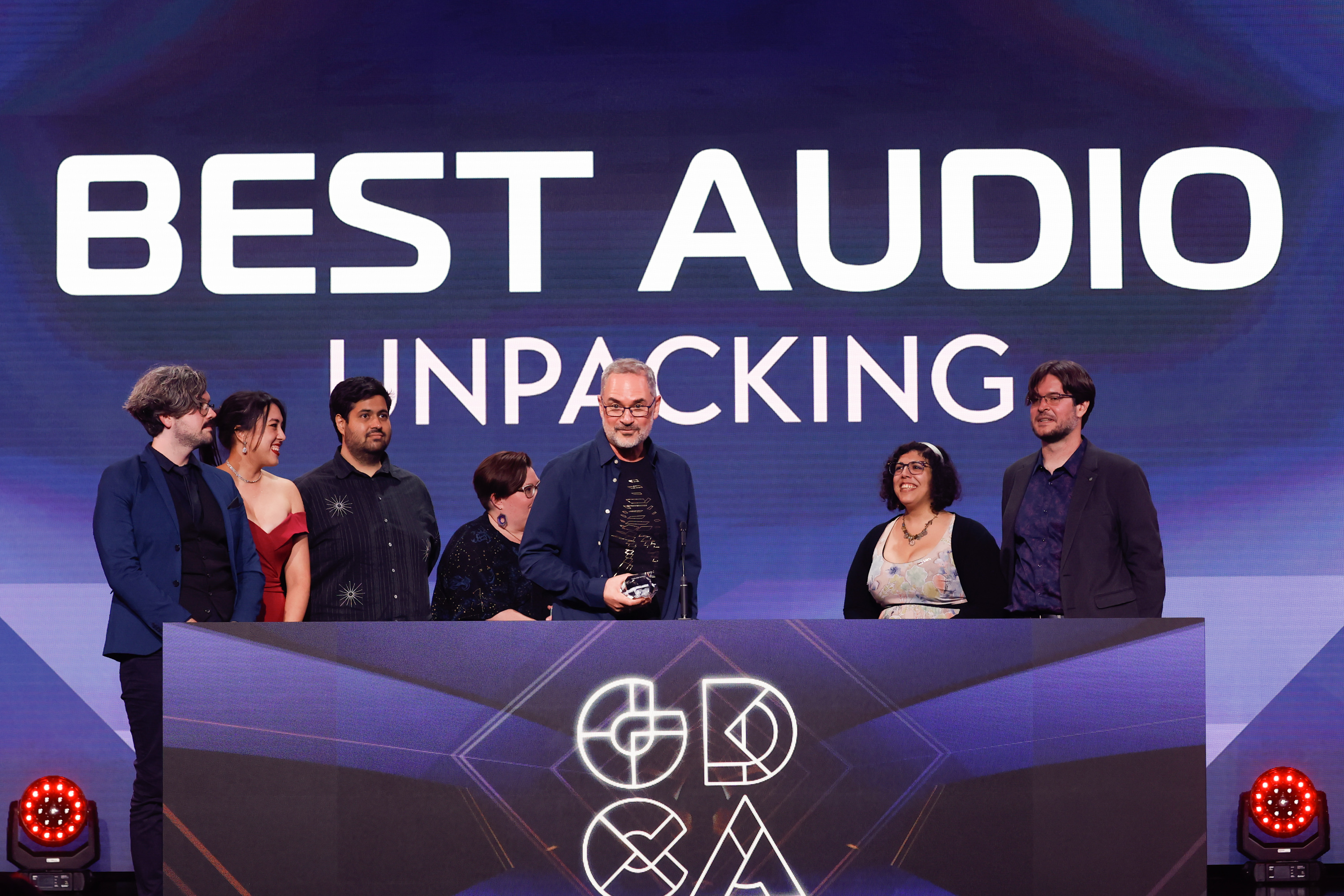
L'équipe de développement de Unpacking reçoit le prix du meilleur jeu vidéo dans la catégorie audio au Game Developers Choice Awards en 2022.

Lors de la Game Developers Conference 2022, Unpacking reçoit les prix du meilleur jeu vidéo dans les catégories Innovation et Audio.